# Громадські роботи (адміністративне стягнення)
Громадські роботи — вид адміністративного стягнення, який полягає у виконанні особою, яка вчинила адміністративне правопорушення, у вільний від роботи чи навчання час безоплатних суспільно корисних робіт, вид яких визначають органи місцевого самоврядування.
З точки зору економіки громадські роботи, їх сутність добре пояснено  Людвігом фон Мізес одним з основоположників Австрійської школи економіки. В своїй книзі "Людська діяльність"  він писав; "що більше витрачає уряд, то менше витрачають громадяни. Громадські роботи не здійснюються чарівною силою магічної палички. Вони оплачуються коштами, відібраними у громадян".

## Призначення
Громадські роботи призначаються районним, районним у місті, міським чи міськрайонним судом (суддею) на строк від двадцяти до шістдесяти годин (що відрізняє громадські роботи як адміністративне стягнення від аналогічних робіт як виду кримінального покарання). Вони відбуваються у вільний від роботи чи навчання час не більш як чотири години на день, а неповнолітніми — не більш як дві години на день.
Громадські роботи не призначаються особам з інвалідністю I та II групи, вагітним жінкам та жінкам, які старше 55 років та чоловікам, які старше 60 років. Строк громадських робіт обчислюється в годинах, які правопорушник безпосередньо працював.

## Виконання стягнення
Контроль за виконанням цього виду стягнення покладається на уповноважений орган з питань пробації, який керується у своїй роботі положеннями Кодексу України про адміністративні правопорушення та Порядком виконання адміністративних стягнень у вигляді громадських робіт та виправних робіт. Уповноважений орган з питань пробації кожного року погоджує перелік таких робіт. 
Правопорушники перебувають на обліку в органі з питань пробації за місцем проживання і приступають до робіт протягом десяти діб з дня отримання інспекцією постанови суду, що набрала законної сили. Перед безпосереднім відбуванням громадських робіт з порушником проводиться бесіда, в ході якої йому роз'яснюються умови і порядок відбування стягнення та наслідки ухилення. 
У разі втрати працездатності, призову на строкову військову службу, взяття під варту, засудження до кримінального покарання у виді позбавлення або обмеження волі, або якщо невідоме місцезнаходження особи, постановою судді громадські роботи замінюються штрафом із розрахунку: чотири години невідбутих громадських робіт дорівнюють одному неоподатковуваному мінімуму доходів громадян.
В разі ухилення правопорушника від відбування громадських робіт за постановою судді невідбутий строк громадських робіт може бути замінено штрафом (у випадку, якщо санкція статті, за якою було накладено стягнення, передбачає можливість застосування штрафу) з розрахунку: чотири години громадських робіт = один неоподатковуваний мінімум доходів громадян або адміністративним арештом (якщо не передбачає) з розрахунку: один день арешту = п’ять годин громадських робіт, але на термін, не більший за п'ятнадцять діб.
В разі відбуття призначеної кількості годин, скасуванням постанови із закриттям справи про адміністративне правопорушення, наявності підстав, що унеможливлюють виконання громадських робіт, смерті порушника або заміни невідбутої частини адміністративним арештом, що підтверджено відповідними документами, виконання стягнення у виді громадських робіт припиняється, а порушник знімається з обліку.